# Agyneta arietans
Agyneta arietans là một loài nhện trong họ Linyphiidae.
Loài này thuộc chi Agyneta. Agyneta arietans được Octavius Pickard-Cambridge miêu tả năm 1872.